# Suchoj Su-27
Suchoj Su-27 (V kódu NATO „Flanker“) je sovětský dvoumotorový stíhací letoun, určený k boji proti vzdušným cílům ve velkých, středních, malých, přízemních výškách a to ve dne i v noci za každého počasí. Vznikl v konstrukční kanceláři Suchoj. Díky svému značnému doletu může sloužit také jako hlídkový a doprovodný letoun.
Byl navržen jako odpověď na americké těžké stíhací letouny čtvrté generace jako Grumman F-14 Tomcat a McDonnell Douglas F-15 Eagle, s dosahem 3 530 kilometrů (1 910 nmi), silnou výzbrojí, sofistikovanou avionikou a vysokou manévrovatelností. Su-27 je určen k vybojování letecké nadvlády a následné varianty jsou schopny provádět téměř všechny vzdušné vojenské operace. Vznikl společně s letounem MiG-29, který byl vytvořen jako protiváha strojům General Dynamics F-16 Fighting Falcon a McDonnell Douglas F/A-18 Hornet.
Do služby u sovětského letectva vstoupil Su-27 v roce 1985. Hlavní rolí byla protivzdušná obrana proti americkým bombardérům SAC B-1B a B-52G, ochrana sovětského pobřeží před letadlovými loděmi a doprovod pro strategické bombardéry Tu-95 "Bear", Tu-22M "Backfire" a Tu-160 "Blackjack".
Existuje několik vývojových variant Su-27. Su-30 je dvoumístný víceúčelový bojový letoun pro mise za každého počasí, jak pro vzdušný boj, tak i bitevní role. Su-33 'Flanker-D' je palubní stíhací letoun určený pro letadlové lodě. Další verze zahrnují dvoumístný útočný/stíhací-bombardovací letoun Su-34 'Fullback' a modernizovaný víceúčelový stíhací letoun Su-35 'Flanker-E'.

## Vývoj

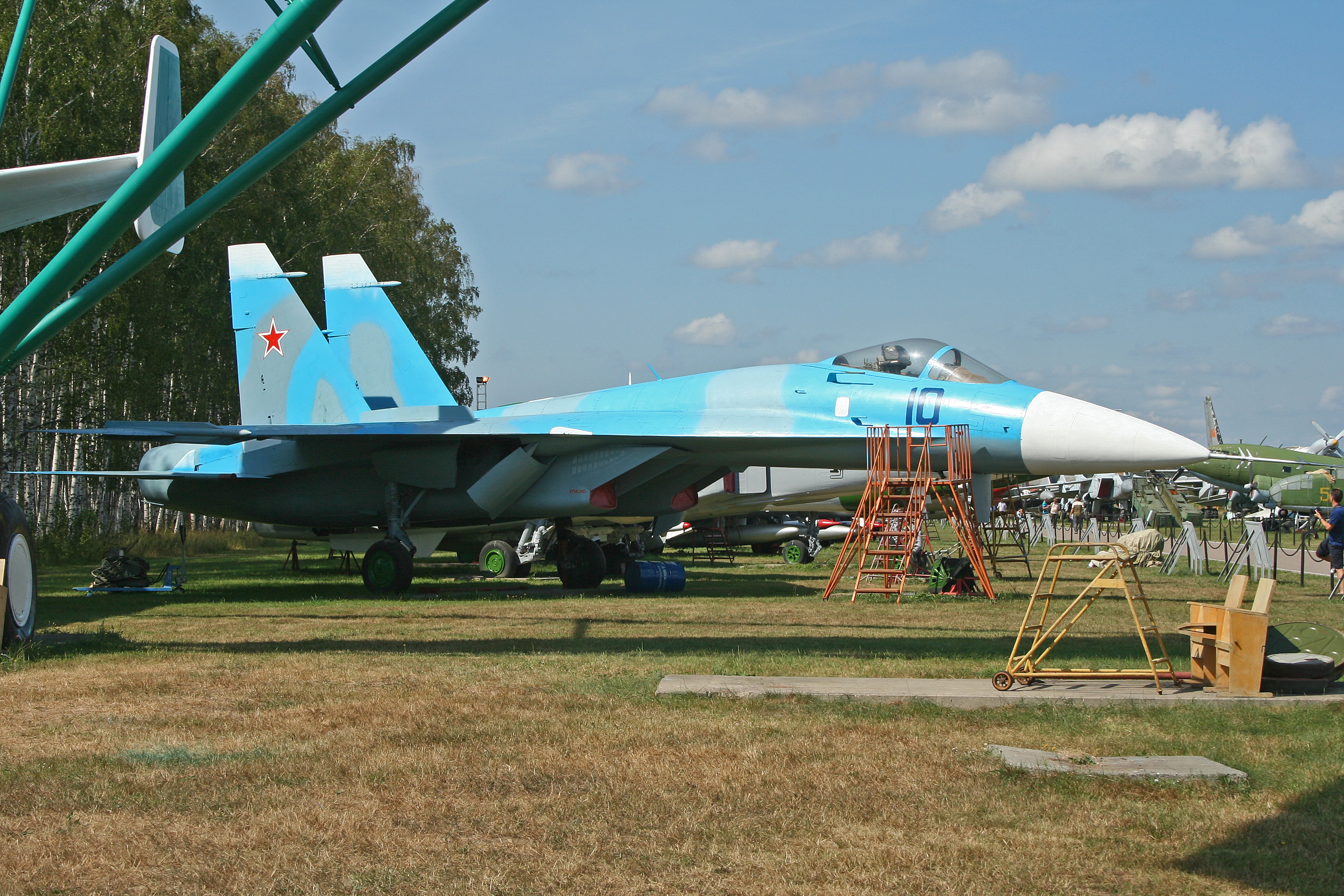
Prototyp Suchoj T-10

Stíhací letoun vznikl jako reakce na nový stíhací letoun F-15 Eagle. Posléze byl dán požadavek na vývoj nového letounu s názvem projektu Перспективный Фронтовый Истребитель (Perspektivní frontový stíhač). První náčrty nového bojového letounu vznikly už v roce 1969. Stavba prvního prototypu T-10-1 byla dokončena v roce 1977. Letoun byl vybaven staršími motory AL-21F-3, které se tehdy montovaly do letounů Su-17M a Su-24. První zkušební let byl uskutečněn 20. května 1977. Následovaly stroje T-10-2, T-10-3, T-10-4. 1. května 1978 ale došlo k havárii druhého prototypu, jeho pilot Jevgenij Štěpanovič Solovjev zahynul. Letadla vykazovala malou stabilitu, použitý motor AL-21F byl neperspektivní a nový motor ještě nebyl dostatečně vyzkoušen, pokračovat v projektu za těchto podmínek by vedlo k dalším ztrátám na životech. Navíc vědecko‑výzkumný ústav NII VVS zpracoval veškeré informace o americkém letadle F-15 Eagle a musel konstatovat, že jeho výkony jsou daleko lepší než původně předpokládal. T-10 by se mu nedokázal vyrovnat. Hlavní konstruktér Michail Petrovič Simonov se proto po dlouhých úvahách rozhodl stroj zcela překonstruovat a začít od začátku. Konstrukce letounu byla přepracována a v roce 1981 vznikl nový letoun s označením T-10S-1, který se velmi odlišoval od původního provedení.
Letadlo mělo mimo jiné podstatně snížený čelní průřez trupu pro menší aerodynamický odpor, nové šípové křídlo se sklopnou náběžnou hranou po celém rozpětí a nový motor AL-31. První prototyp T-10S-1 vzlétl 20. dubna 1981. V tom samém roce tento stroj havaroval, pilot přežil. 23. prosince 1981 spadl i druhý prototyp, jeho pilot Alexander Komarov zahynul. Základní stíhací verze se začala vyrábět v roce 1982 v leteckém závodě Komsomolskoamurské letecké výrobní sdružení J. A. Gagarina v Komsomolsku na Amuru, ale vojenské zkoušky byly ukončeny až v roce 1984.
Na vývoji vhodného motoru pro toto letadlo pracovalo od konce 60. let 20. století několik sovětských konstrukčních kanceláří. V polovině 70. let 20. století prosadil Archip M. Ljulka svůj nejnovější vynález - jeho první turbínový motor s přídavným spalováním byl AL-31F, a měl výkon 7 600 kgf bez přídavného spalování a 12 500 kgf s přídavným spalováním. Motor AL-31F znamenal pro Ljulku velký úspěch. Měl analogový řídicí mechanismus a záložní hydromechanický řídicí systém. Motor měl hladký chod při jakémkoliv prudkém manévrování a přetížení letadla.
V roce 1973 po zveřejnění výsledků soutěže o nové stíhačky byly institutem CNII-30 vydané specifikace na avioniku pro tato letadla. Měly mít radar pracující na více vlnových délkách a měl být schopen zachytit a sledovat několik cílů současně. Další výbavu měl tvořit optoelektronický zaměřovací systém, sestávající z infračervené vyhledávací a sledovací jednotky a laserového dálkoměru. Mezi další požadavky patřil průhledový displej s obrazovkami indikujícími stav konkrétních systémů. Na základě těchto komplikovaných požadavků vyvinula společnost NPO "Elektroavtomatika" palubní počítač CVM-800 určený pro stroj T-10 (příští Su-27).

## Konstrukce

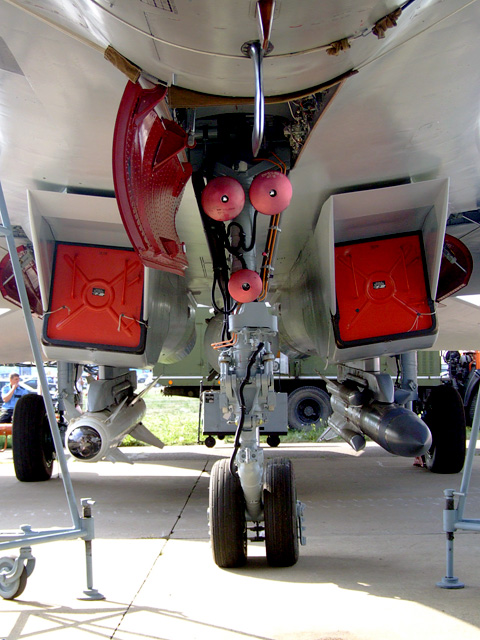
Podvozek letounu Su-27SK

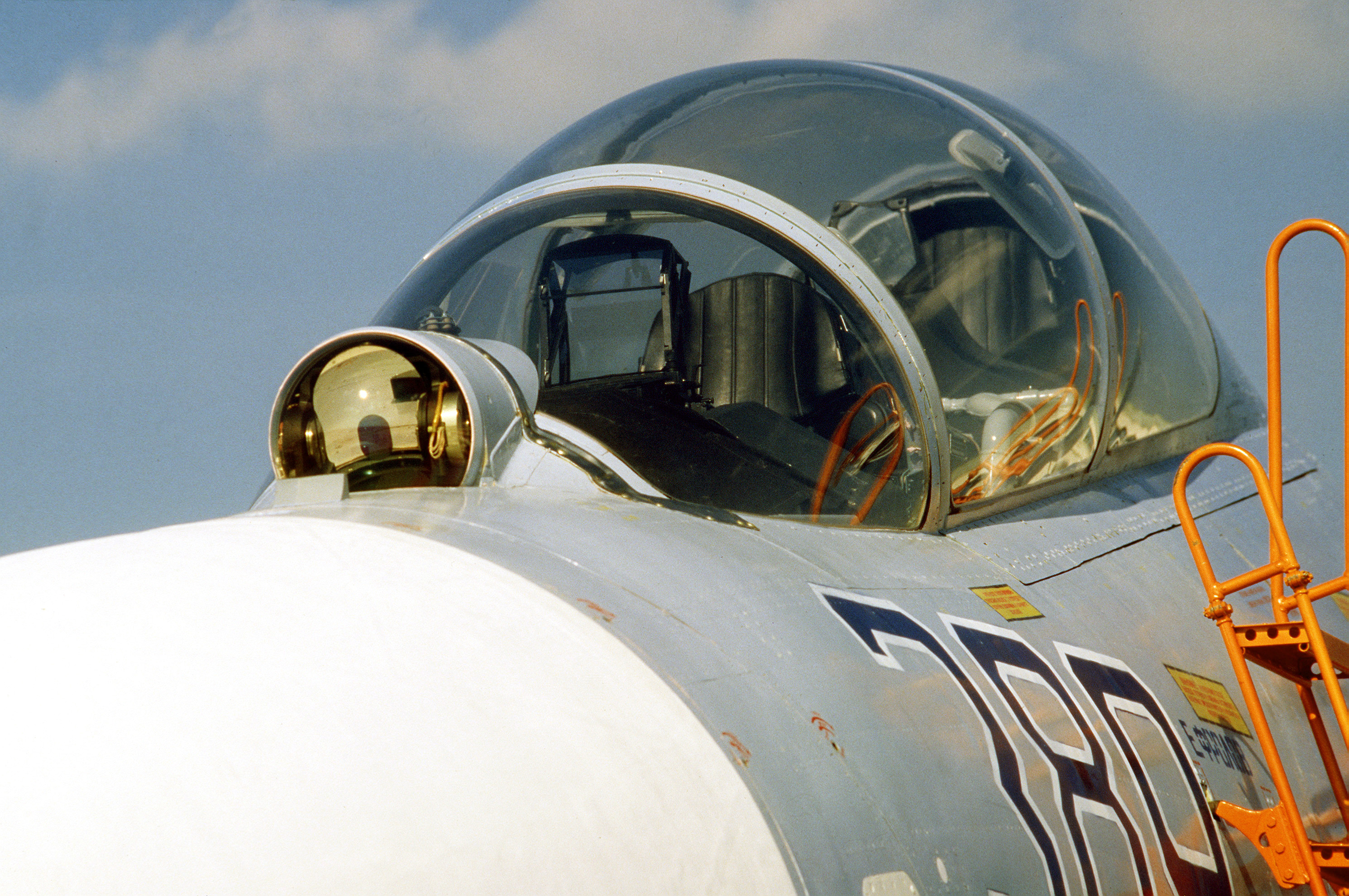
Kabina a IRST systém

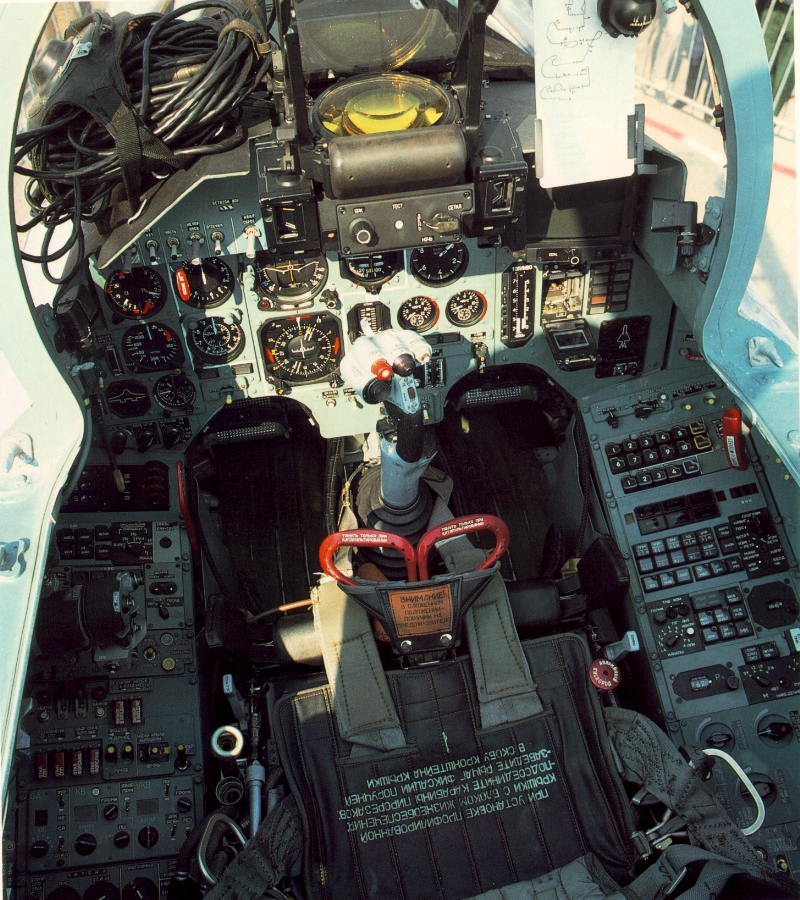
Kokpit Su-27

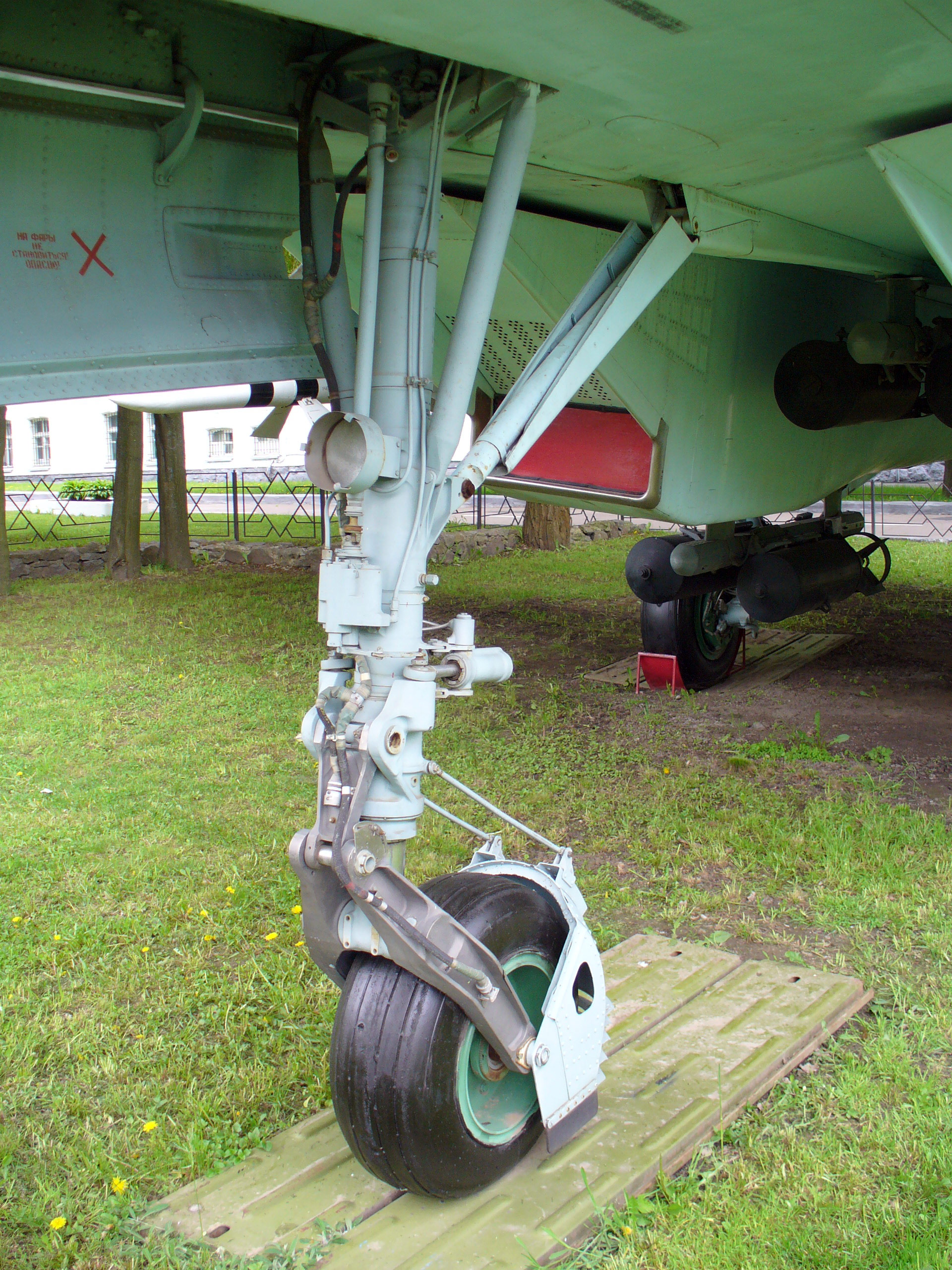
Přední podvozková noha

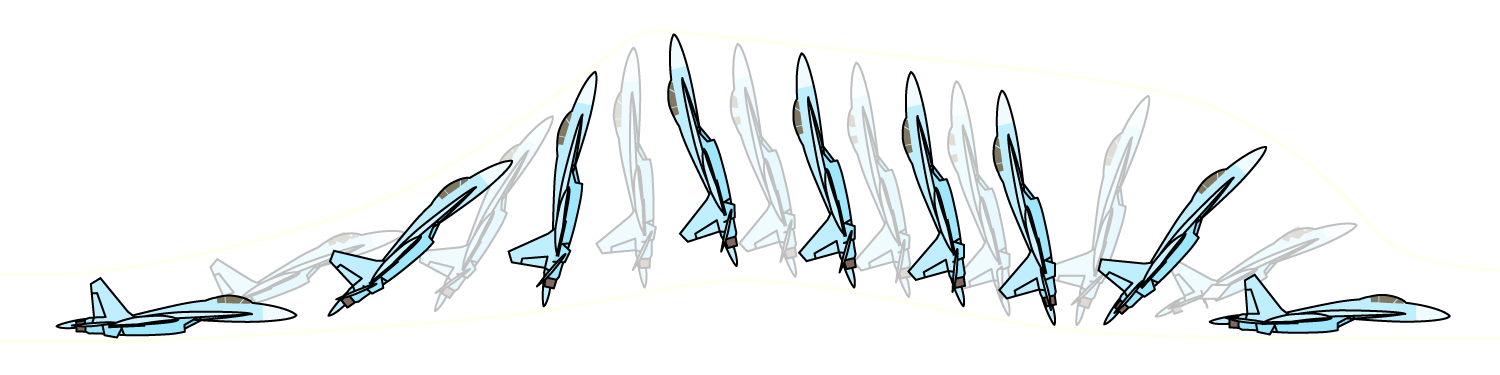
Manévr Kobra

Suchoj Su-27 je ve všech verzích stavěn jako středoplošník. Konstrukčním materiálem jsou hlavně hliníkové slitiny. Na tepelně nejvíce trpící části draku se používají titanové slitiny. Pro kryty antén palubního lokátoru se používá slitina lithia a hliníku. Letoun je ovládán pomocí elektroimpulzního řízení fly-by-wire.
Pohon je tvořen dvěma dvouproudovými motory AL-31F, které jsou vybaveny komorami přídavného spalování. Váha motoru je 1 540 kg. AL-31F je spolehlivý v širokém rozsahu rychlostí a výšek letu. Životnost motoru je asi 500–600 hodin.
Palivový systém je tvořen čtyřmi palivovými nádržemi, jedna je v centroplánu, dvě ve vnějších částech křídla a jedna v žihadle (válcovité těleso na konci trupu). Palivo je možno za letu přečerpávat mezi jednotlivými nádržemi. Palivové nádrže jsou uvnitř potaženy polyuretanovou pěnou pro snížení rizika požáru.
Pilotní kabina je posunuta dopředu a má zaoblený tvar. Kryt je vyroben z organického skla. Tvoří ji dvě části – přední zaoblená a zadní, která se otevírá směrem dozadu, proti směru letu. Kabina je přetlaková. Na předním rámu zadní části krytu jsou tři zrcátka. Pilot sedí ve vystřelovací sedačce K-36, která umožňuje katapultáž při nulové rychlosti a výšce. Přetížení se pohybuje kolem 20G. Uprostřed nad palubní deskou je čelní průhledový indikátor (HUD), který zobrazuje údaje z palubního radiolokátoru a optoelektronického lokátoru.
Palubní vybavení je tvořeno 5 bloky:
- blok pilotážně-navigační a střelecko-navigační
- blok ovládání a řízení výzbroje
- blok rádiového spojení
- blok palubní obrany a systému kontroly
- blok registrace letových parametrů

Pilotážně-navigační a střelecko-navigační blok
Slouží k navigaci a řízení letounu ve všech režimech a podmínek letu. Je tvořen:
- radiokompas
- informační komplex vysokorychlostních parametrů
- systémy blízké a dálkové navigace
- autopilot
- systém elektroimpulzního řízení fly-by-wire
- palubní odpovídač

Blok ovládání a řízení výzbroje
Je systém sloužící k zachycování a sledování cílů optoelektronickým lokátorem nebo palubním radarem. Je tvořen:
- koherentní impulsní dopplerovský radiolokátor
- optoelektronický zaměřovací systém
- přilbový zaměřovač
  - umožňuje vyhledávání cílů pro vlastní protiletadlové rakety

Blok radiového spojení
Zajišťuje radiokorespondenci mezi velitelstvím a pilotem je tvořen:
- radiostanice R-800
- radiostanice R-864
- anténa UKV
- anténa KV

Blok palubní obrany
Blok palubní obrany je zařízení, které informuje pilota o zachycení vlastního letounu nepřátelským radiolokátorem nebo laserem. Systém je také schopen rušit radiolokátory nepřítele v pasivním nebo aktivním režimu.
- palubní komplet obrany Berjoza
- protiradiolokační výstražný systém Sirena 3
- závěsné pouzdro pro REB Sorbcija S

Blok registrace letových parametrů
Slouží k zachycení činnosti jak palubních aparatur tak i pilota.
Skládá se:
- registrační aparatura Tester
- registrační systém Ekran

Letouny Suchoj Su-27 jsou známy celou řadou neobvyklých obratů, které nejspíše nejsou jen samoúčelným předváděním skvělých letových vlastností. Tyto manévry možná mají konkrétní bojové využití, jako jsou například úhybný manévr před raketami.
Manévr kobra začíná rotací vzad o 120 stupňů. Letoun udržuje v dosažené poloze výšku a pohybuje se horizontálně vpřed. Rychlost rychle poklesne na 150 km/hod. Potom prudce vrhne svou příď vpřed.
Manévr zvon (колокол) začíná vertikálním stoupáním, na jehož vrcholu rychlost poklesne na 0 km/hod. Pak se letoun přetočí dozadu, nechá klesnout příď a během akcelerace se přetočí kolem své podélné osy do jiné roviny.
V 80. letech 20. století sestrojili v SSSR experimentální letoun Su-27 s označením P-42, který měl překonat dosavadní rekordy upravené verze amerického letadla F-15A se jménem Strike Eagle v dostupu a rychlosti stoupání. Jeho hmotnost tehdy činila 14 124 kg (byl tedy o 2 000 kg lehčí než prázdný sériový Su-27). Podařilo se a Su-27 je nebo byl držitelem celkem 27 světových rekordů.
Dalším letounem byl T-10-20R, který byl určený pro jiné kategorie rychlostního létání.

### Výzbroj

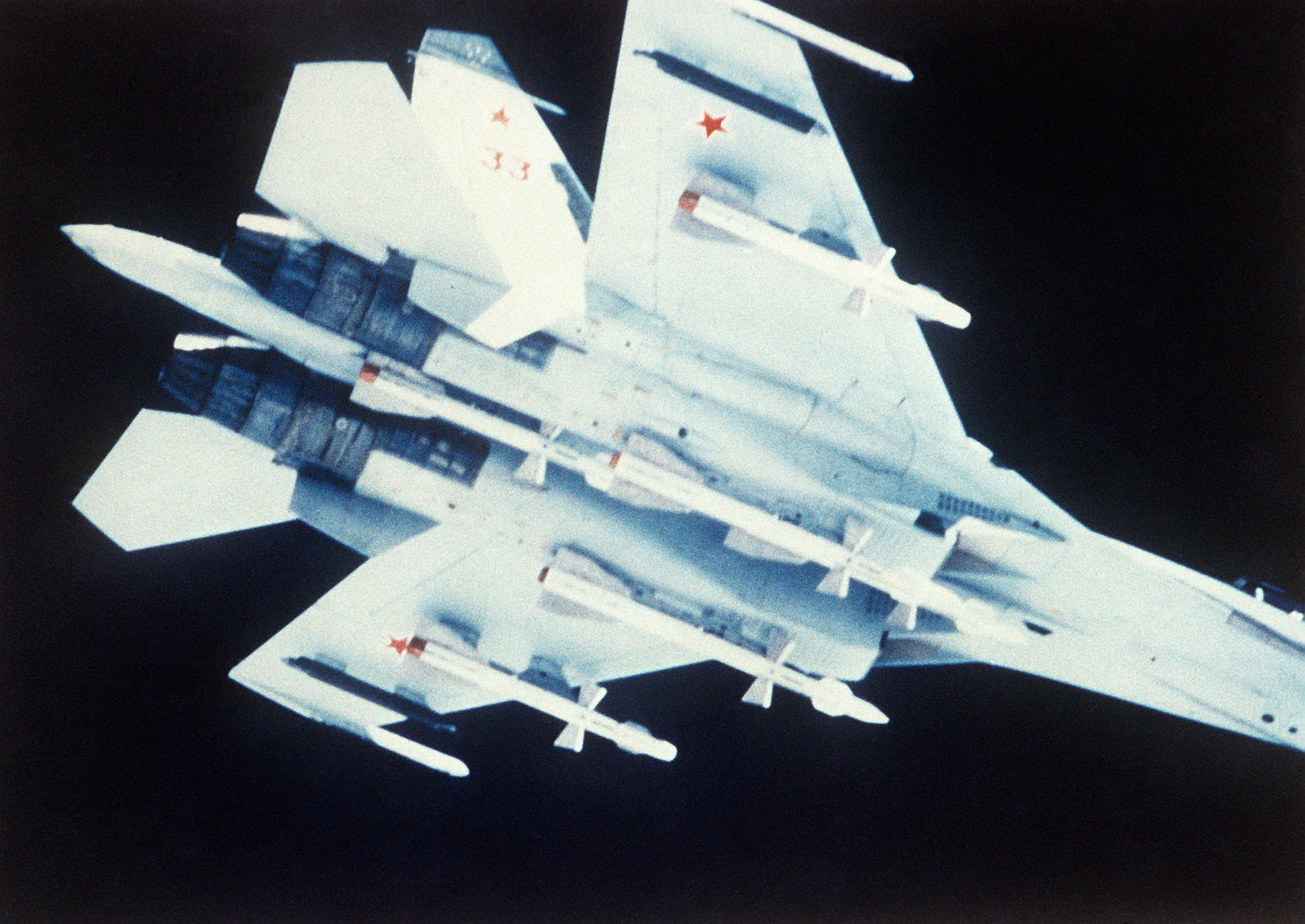
Su-27 s raketami R-27 (AA-10 Alamo)

Základní kanónovou výzbroj tvoří automatický letecký kanón GŠ-30-1. Je to jednohlavňová zbraň s kadencí 1500–1800 střel / min. využívající pro pohon automatiky zákluz hlavně. 

#### Raketová výzbroj

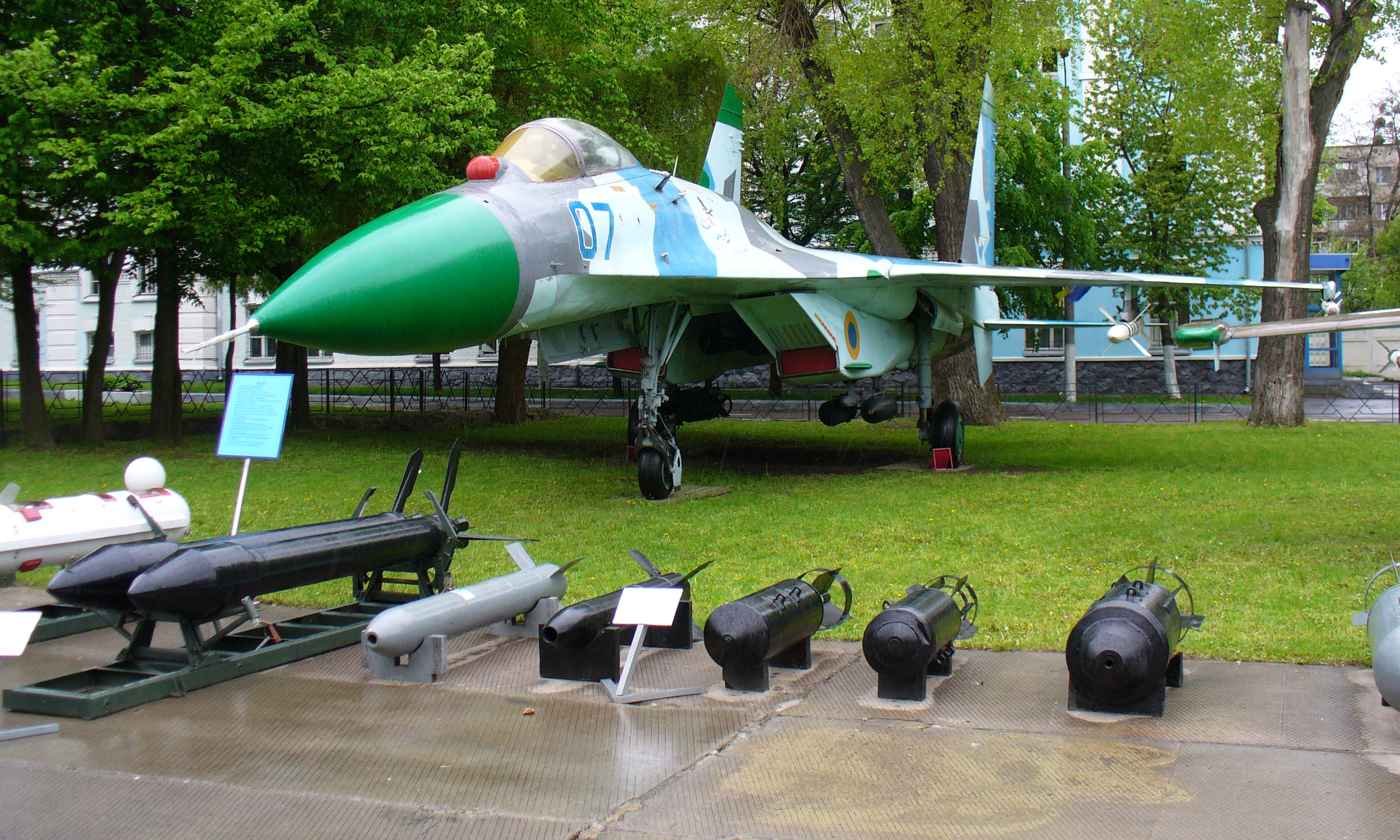
Su-27 v muzeu ve Vinnycji

Základní verze Su-27 má 10 závěsných bodů.
- 6 podkřídlových
- 2 podtrupové
- 2 podgondolové

Na závěsné body je možno zavěsit širokou škálu řízených protiletadlových střel krátkého, středního a dlouhého dosahu.
Základní kombinace protiletadlové výzbroje se skládá z 6 raket R-27 a 4 raket R-73. Další kombinací jsou střely 4× R-27, 4× R-37, 2× R-33
- R-27R1
  - střela středního dosahu
- R-27PE1
  - střela středního dosahu s infračervenou naváděcí soustavou

- R-33
  - vypouští se z maximální vzdálenosti 72 km-136 km. Navádí se na cíl palubním radarem.

- R-73
  - střela krátkého dosahu s infračervenou naváděcí soustavou
- R-77
  - střela dlouhého dosahu s aktivní radiolokační naváděcí soustavou

## Služba

### Sovětský svaz a Rusko

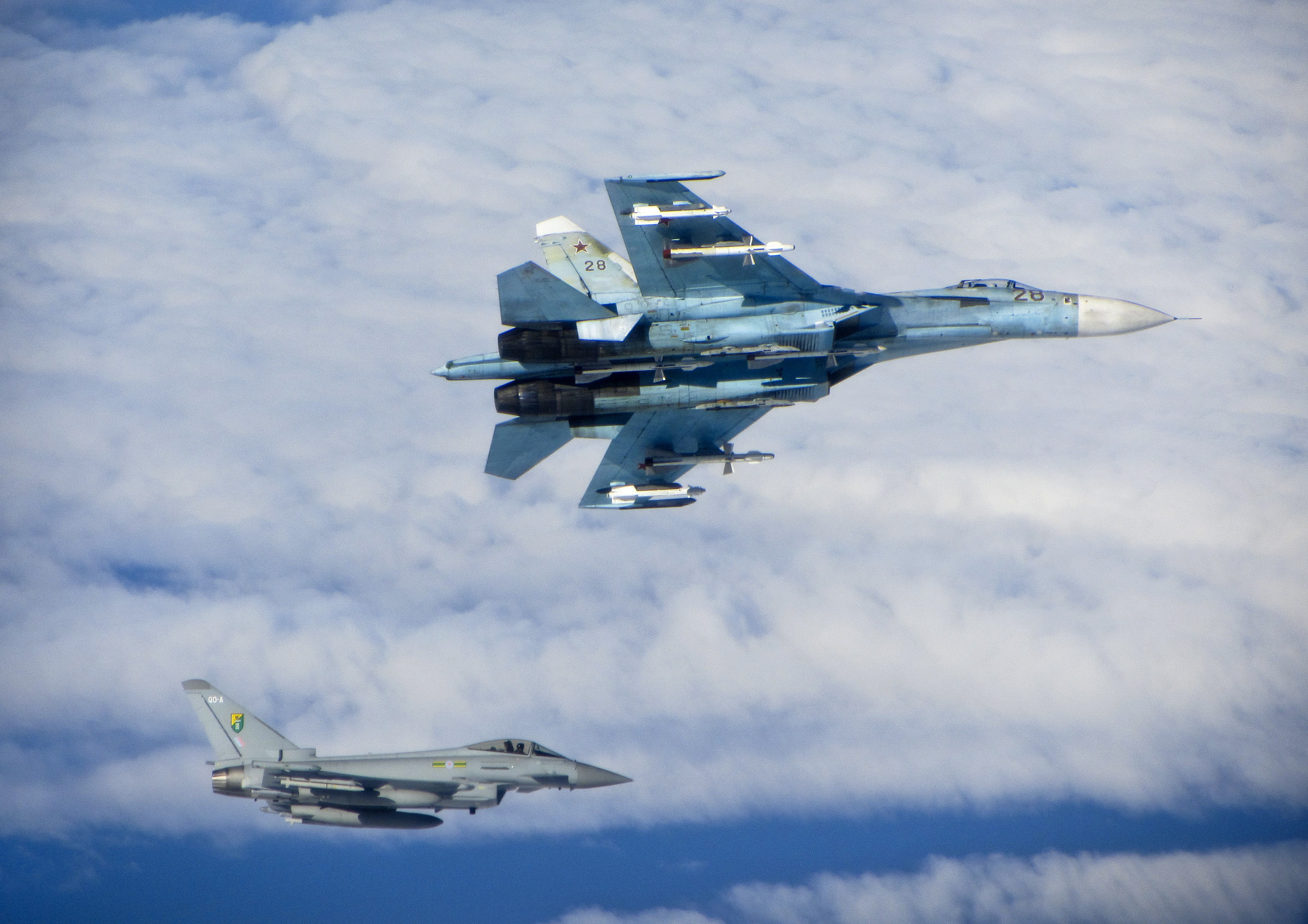
Ruský Su-27 a britský Eurofighter Typhoon při střetnutí nad Baltským mořem v červnu 2014

Prvním místem, kam byl Su-27 vyslán, byl Murmansk na poloostrově Kola. Postupem času, když se nasbíraly zkušenosti s provozem Su-27, začal být nasazován v součinnosti s letounem včasné výstrahy Berijev A-50. Od konce roku 1986 se intenzivně účastnil zachycování letadel NATO nad Barentsovým mořem. První zveřejněné fotografie operačního Su-27 byly zhotoveny posádkou norského hlídkového letadla Lockheed P-3B Orion dne 13. září 1987. Dva Su-27 vyzbrojené šesti raketami R-27 byly vyslány jako doprovod letadel P-3B. Během doprovázení se jeden Su-27 dostal do vzdálenosti jen 10 metrů od letadla P-3B, následně se přesunul přímo před norský stroj a zapnul přídavné spalování. Norskému stroji se díky rychlé reakci posádky, která se stihla uhnout před prudkou tlakovou vlnou nic nestalo.
O něco později se scénář opakoval. Su-27 byly vyslány jako doprovod norských P-3B. Tentokrát však došlo k nehodě. Sovětský pilot se ocasními plochami svého Su-27 přiblížil k vrtulím P-3B natolik, že se dostaly do kontaktu se směrovým kormidlem Su-27 a úlomky z něj prorazily trup P-3B. Oběma strojům se následně podařilo bezpečně přistát. Norská strana následně podala oficiální stížnost na Sovětský svaz. Celkové poškození P-3B bylo vyčísleno na 130 000 amerických dolarů.
V polovině roku 1987 již bylo ve službě 50 strojů Su-27 a tempo výroby bylo dva stroje za měsíc. Začátkem roku 1989 již sloužilo přes 200 kusů Su-27 a začaly nahrazovat starší stroje Jak-28P, Su-15 a Tu-28P. Tyto jednotky byly dislokovány na letišti Lehnice v Polsku a Vinnycja na Ukrajině.
Su-27 byly nasazeny za ruské invaze na Ukrajinu. Ukrajinské letectvo přišlo od začátku bojů v únoru 2022 do ledna 2025 dle nezávislého webu Oryx o nejméně 15, a ruské o 3 stroje.

### Čína

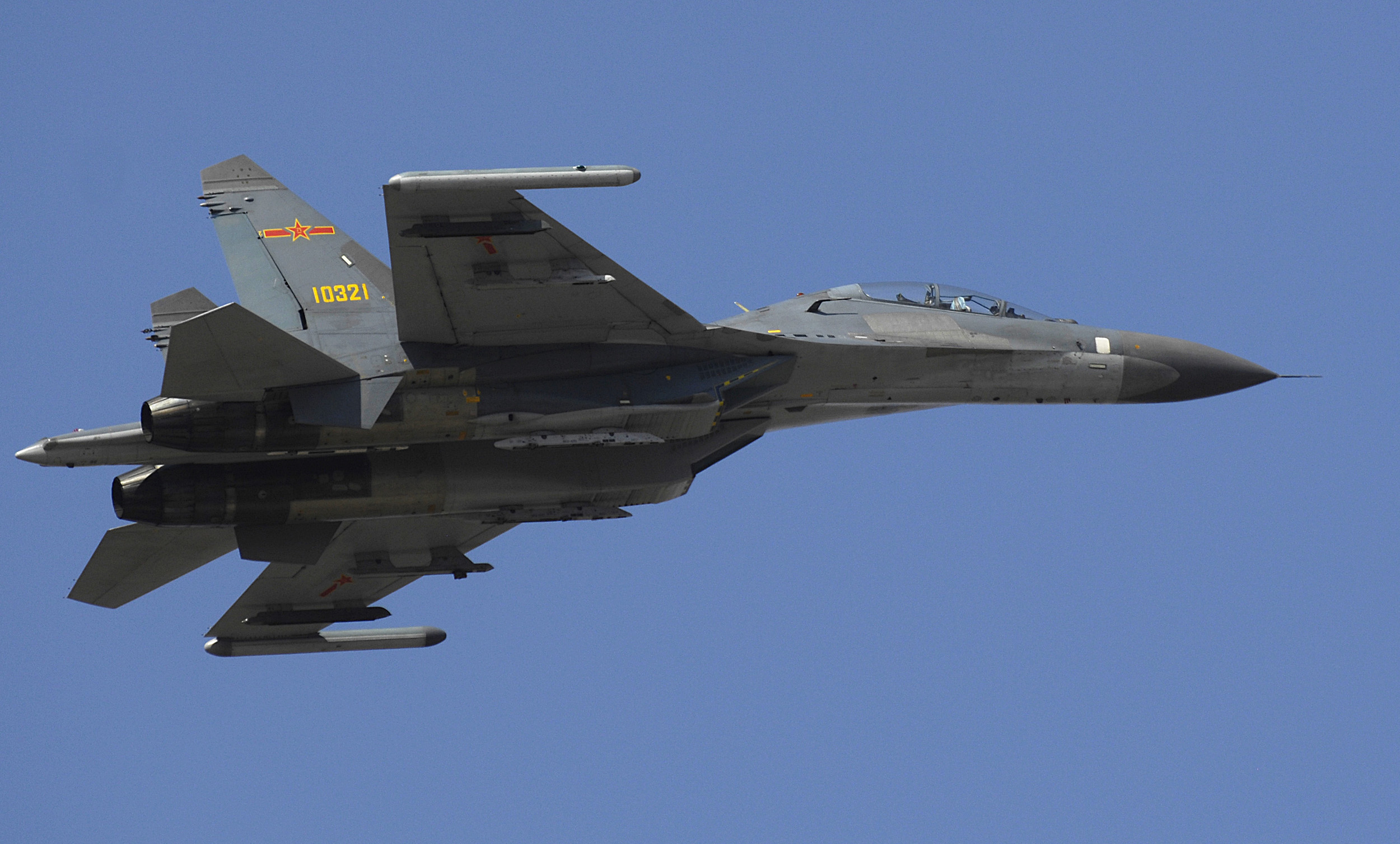
Čínský J-11A

Čína byla prvním zahraničním provozovatelem Su-27 a jedinou zemí, která si stíhačku pořídila před pádem Sovětského svazu. V devadesátých letech 20. století bylo do ČLR dodáno 20 jednomístných letounů Su-27SK a čtyři dvoumístné Su-27USK (K= Китай = Čína). Jejich základna se nachází na ostrově Chaj-nan. V roce 1994 bylo dodáno dalších 24 strojů. Čína posléze koupila licenci na výrobu 200 letounů v hodnotě 1,2 mld. USD.
V ČLR je Su-27 vyráběn pod názvem J-11. V současné době existují dvě verze J-11A, která je tvořena asi 20% čínských dílů a novější J-11B, která je tvořena z 90 % čínských dílů. To je však nutno brát s rezervou, protože pohonné jednotky AL-31F musí ČLR stále ještě získávat z Ruska. J-11B je vybavena také vektory tahu pro zlepšení již tak výborných manévrovacích schopností.
J-11 je vybaven modernější čínskou avionikou, v kabině se nalézají čtyři barevné displeje. Podle čínských zdrojů je vyráběn v lepší kvalitě než konkurenční Suchoj. Cena J-11 je oproti konkurenci nižší.
Na leteckém aerosalonu ve Farnborough v roce 2009 Alexandr Fomin, zástupce ředitele ruské Federální služby pro vojensko-technickou spolupráci, potvrdil existenci komplexní smlouvy a probíhající licencované výroby variant Su-27 Čínou. Letoun je vyráběn jako Shenyang J-11.

### Ukrajina

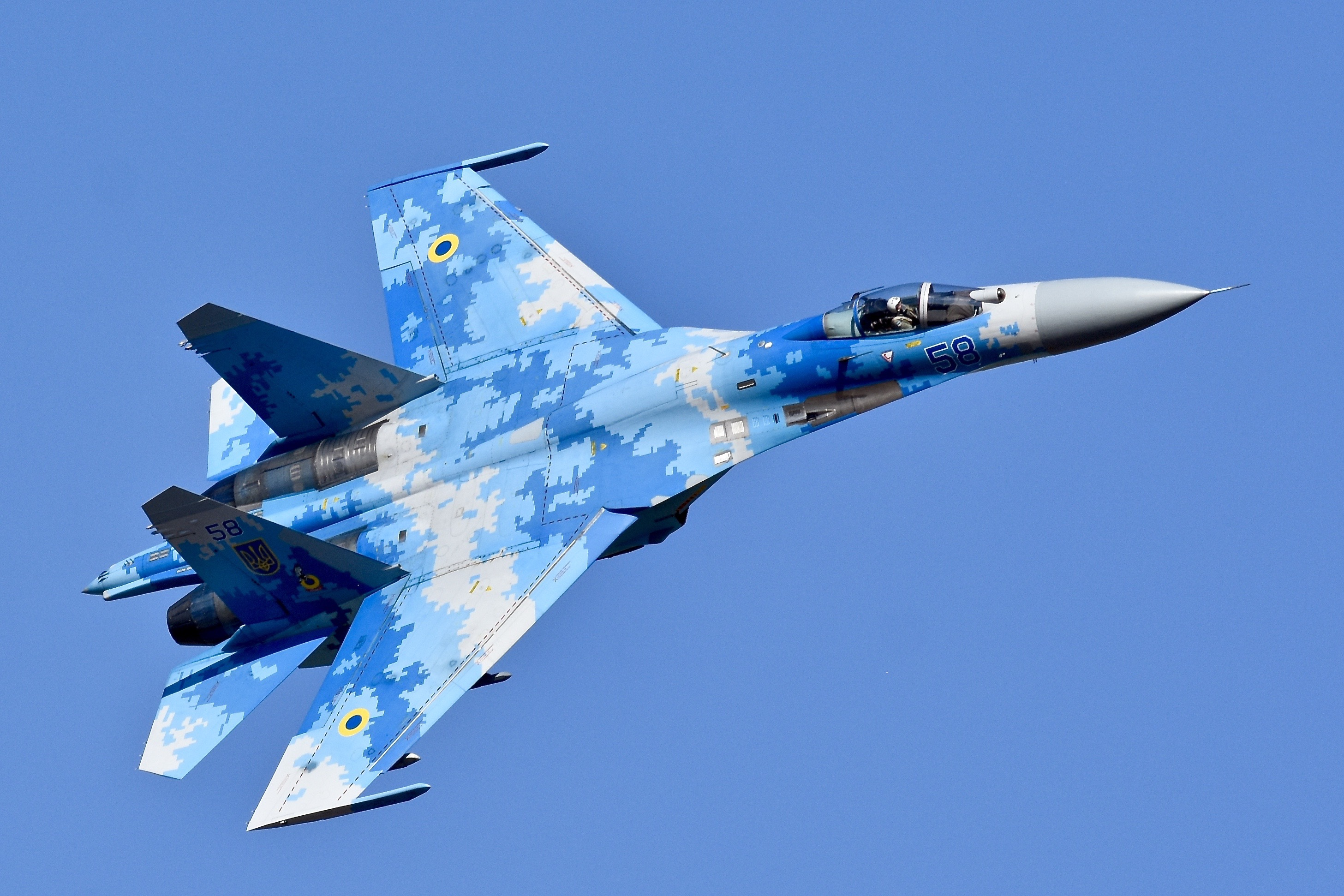
Ukrajinský Su-27P přilétá na přehlídku RIAT 2018 v Anglii

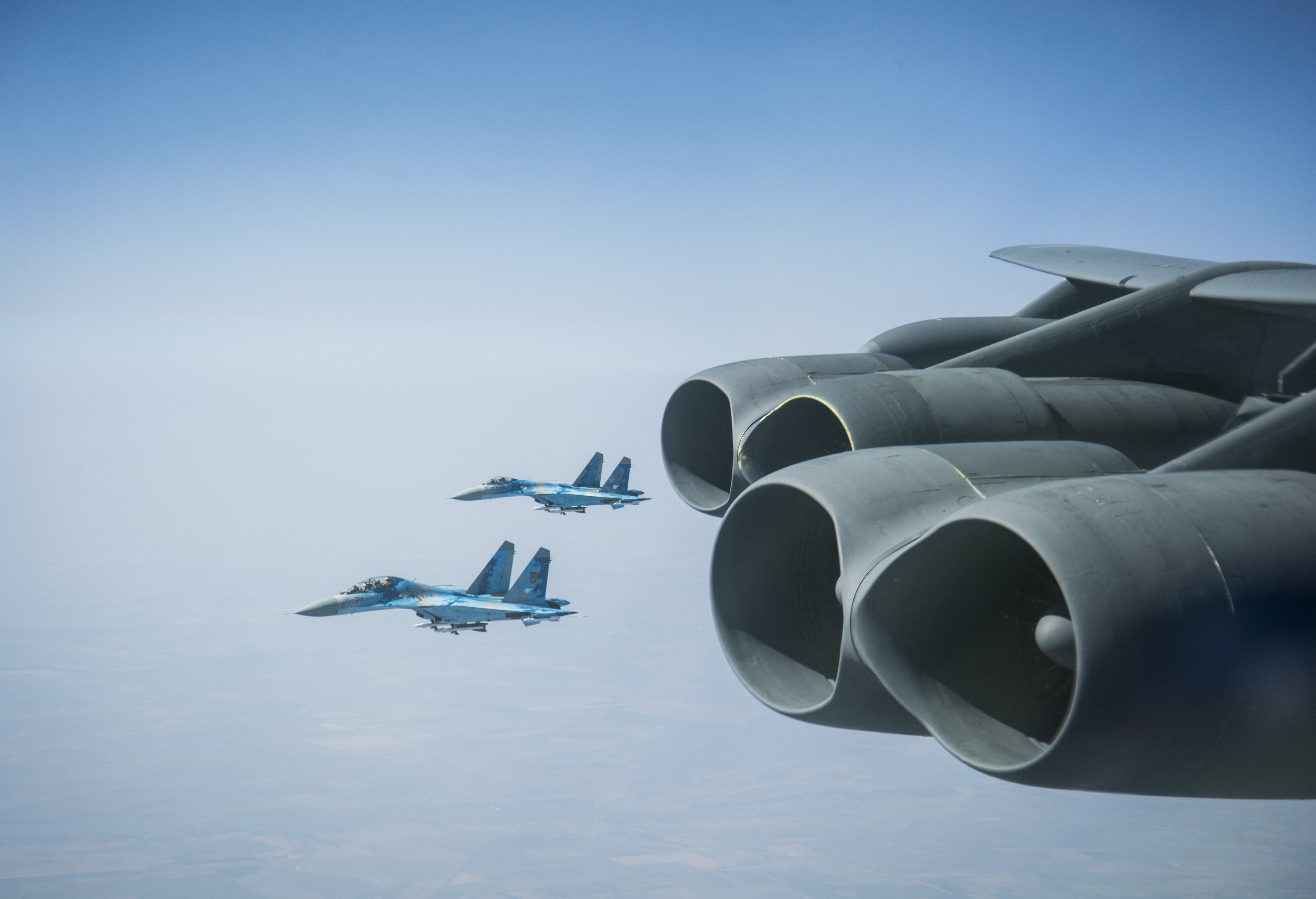
B-52H přidělený k 5. bombardovacímu křídlu ss ukrajinskými Su-27 a Su-30 během mise Bomber Task Force Europe, 23. září 2020

Ukrajinské letectvo zdědilo po rozpadu Sovětského svazu přibližně 66–70 letounů Su-27. Nedostatek finančních prostředků a vysoké nároky na údržbu letounu Su-27 vedly k nedostatku náhradních dílů a nedostatečnému servisu, přičemž v roce 2019 bylo v provozu přibližně 34 letounů. Léta nedostatečného financování znamenala, že letectvo od roku 1991 žádný neobdrželo nový Su-27. Mezi lety 2007 a 2017 bylo do zahraničí prodáno až 65 bojových letounů, včetně devíti Su-27. V roce 2009, uprostřed zhoršujících se vztahů s Ruskem, začalo mít ukrajinské letectvo potíže se získáváním náhradních dílů od společnosti Suchoj. V době ruské anexe Krymu a následné války na Donbase v roce 2014 bylo provozuschopných pouze 19 Su-27. Po ruské invazi Ukrajina zvýšila svůj vojenský rozpočet, což umožnilo návrat uskladněných Su-27 do služby.
Záporožský letecký opravárenský závod „MiGremont“ v Záporoží zahájil v roce 2012 modernizaci letounu Su-27 podle standardů NATO, která zahrnovala menší generální opravu radarového, navigačního a komunikačního zařízení. Letouny s touto modifikací nesou označení Su-27P1M a Su-27UB1M. Ministerstvo obrany projekt přijalo 5. srpna 2014 a první dva letouny byly oficiálně předány 831. taktické letecké brigádě v říjnu 2015. Navzdory modernizaci byla avionika a rakety ukrajinských Su-27 stále „o dvě generace pozadu“ za ruskými.
V roce 2014, během anexe Krymu, byl 3. března se vznesl ukrajinský letoun Su-27, aby zachytil ruské stíhačky nad ukrajinským vzdušným prostorem nad Černým mořem. Vzhledem k absenci leteckého odporu a dostupnosti dalších letadel pro pozemní útoky hrály ukrajinské Su-27 ve válce na Donbasu až do 24. února 2022 jen malou roli. Ukrajinské Su-27 byly zaznamenány při provádění nízkých přeletů a údajně létaly jako krytí, bojové letecké hlídky a případně doprovod nebo zachycení civilního leteckého provozu nad východní Ukrajinou. Videa pořízená nízko letícími Su-27 zapojenými do operace odhalila, že byly vyzbrojeny raketami vzduch-vzduch R-27 a R-73.
V roce 2018 došlo ke dvěma fatálním nehodám ukrajinských letounů Su-27. 16. října havaroval ukrajinský letoun Su-27UB1M, který pilotoval plukovník Ivan Petrenko, během cvičení Ukrajiny a USAF „Clear Sky 2018“ na letecké základně Starokostjantyniv. Druhé sedadlo obsadil podplukovník Seth Nehring, pilot 144. stíhacího křídla Kalifornské letecké národní gardy. Oba piloti při nehodě, ke které došlo kolem 17:00 místního času v Chmelnické oblasti na západě Ukrajiny, zahynuli. 15. prosince havaroval letoun Su-27 při konečném přiblížení asi 2 km od letecké základny Ozerne v Žytomyrské oblasti po provedení cvičného letu. Zahynul major Alexandr Vasiljevič Fomenko.
29. května 2020 se ukrajinské stíhačky Su-27 poprvé v oblasti Černého moře zúčastnily bombardovací skupiny v Evropě s bombardéry B-1B. 4. září 2020 provedly tři bombardéry B-52 z 5. bombardovacího křídla letecké základny Minot v Severní Dakotě důležitý integrační výcvik s ukrajinskými stíhačkami MiG-29 a Su-27 v ukrajinském vzdušném prostoru.

#### Rusko-ukrajinská válka
Su-27 byl nasazen oběma stranami při ruské invazi na Ukrajinu. 24. února 2022 shořel ukrajinský Su-27 a tankovací vozidlo po ruském útoku na leteckou základnu Ozerne v Žytomyrské oblasti během prvního dne ruské invaze na Ukrajinu. Následující den byl v Kyjevě ruským systémem S-400 sestřelen další Su-27, což si obyvatelé natočili na své mobilní telefony a zveřejnili na Twitteru; jeho pilot, plukovník Oleksančenko, byl zabit. Ukrajinští představitelé nahlásili ztrátu třetího Su-27 nad Kropyvnyckým na střední Ukrajině; jeho pilot byl zabit.

## Varianty

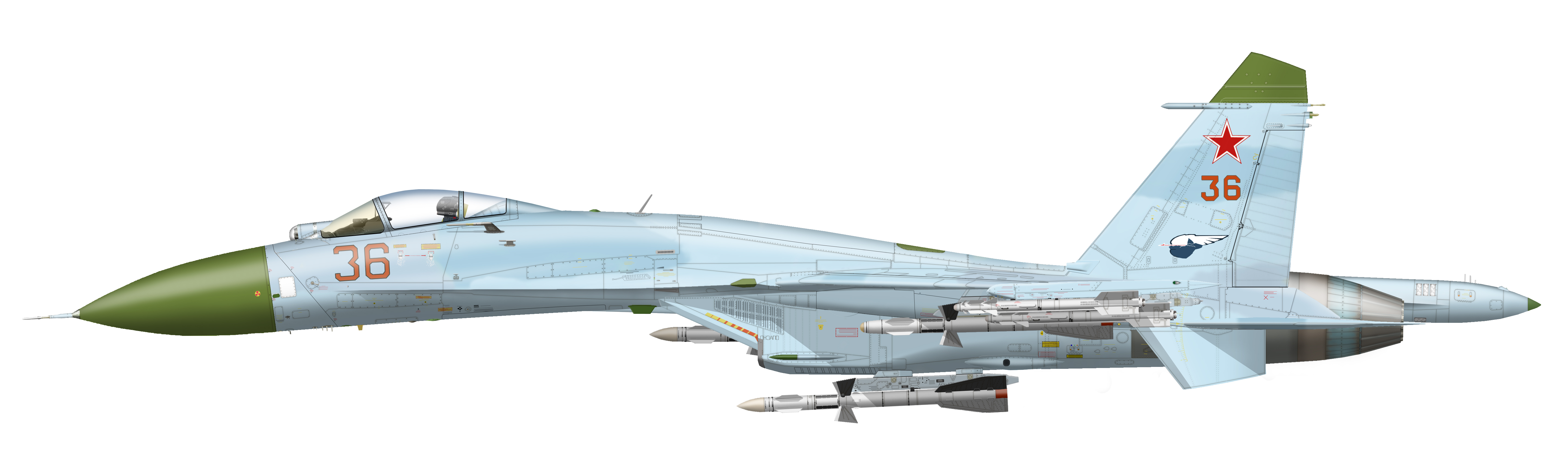
Su-27 Flanker B, první výrobní série

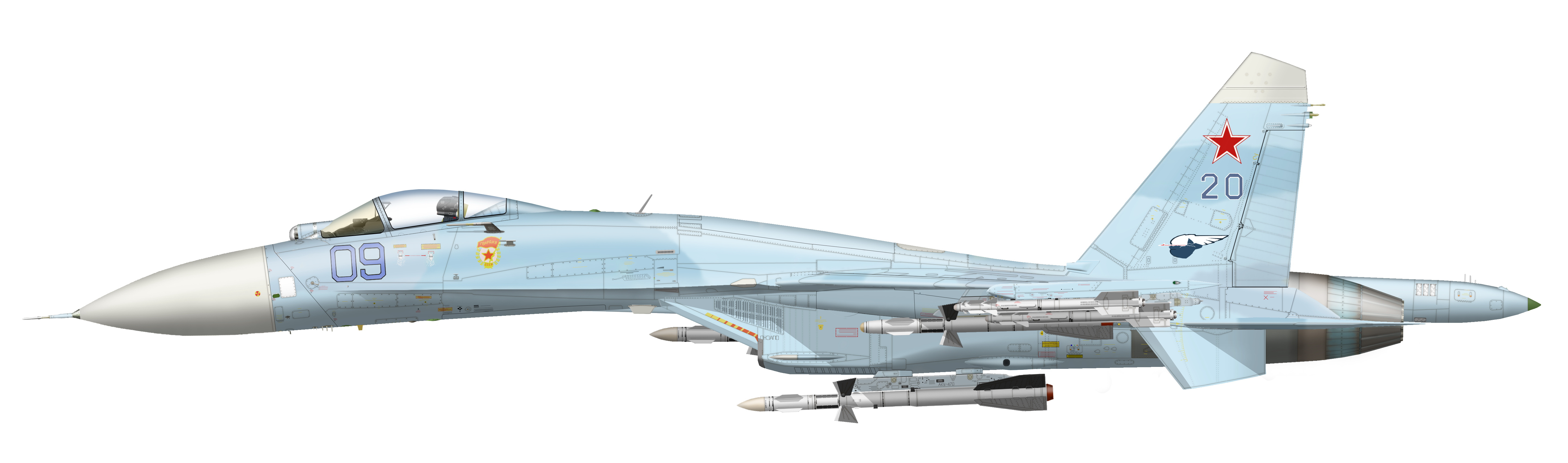
Su-27 Flanker B, poslední výrobní série

- Su-27 Flanker-A – základní verze letounu a jeho prvního prototypu
- Su-27 Flanker-B – upravená, první sériově vyráběná verze Flanker-A
- Su-27 UB Flanker-C – cvičná bojeschopná verze
- Su-27 PU/Su-30 – víceúčelový stíhač
- Su-27 K/Su-33 – námořní verze
- Su-27 KU – dvoumístná cvičná námořní verze
- Su-27 IB/Su-34 – stíhací bombardér
- Su-27 FB/Su-32 – stíhací bombardér (exportní verze)
- Su-27 M/Su-35 – víceúčelový stíhač
- Su-37 Terminátor – jiná modernizovaná varianta letounu odvozená od Su-27 s prvky STEALTH

## Uživatelé

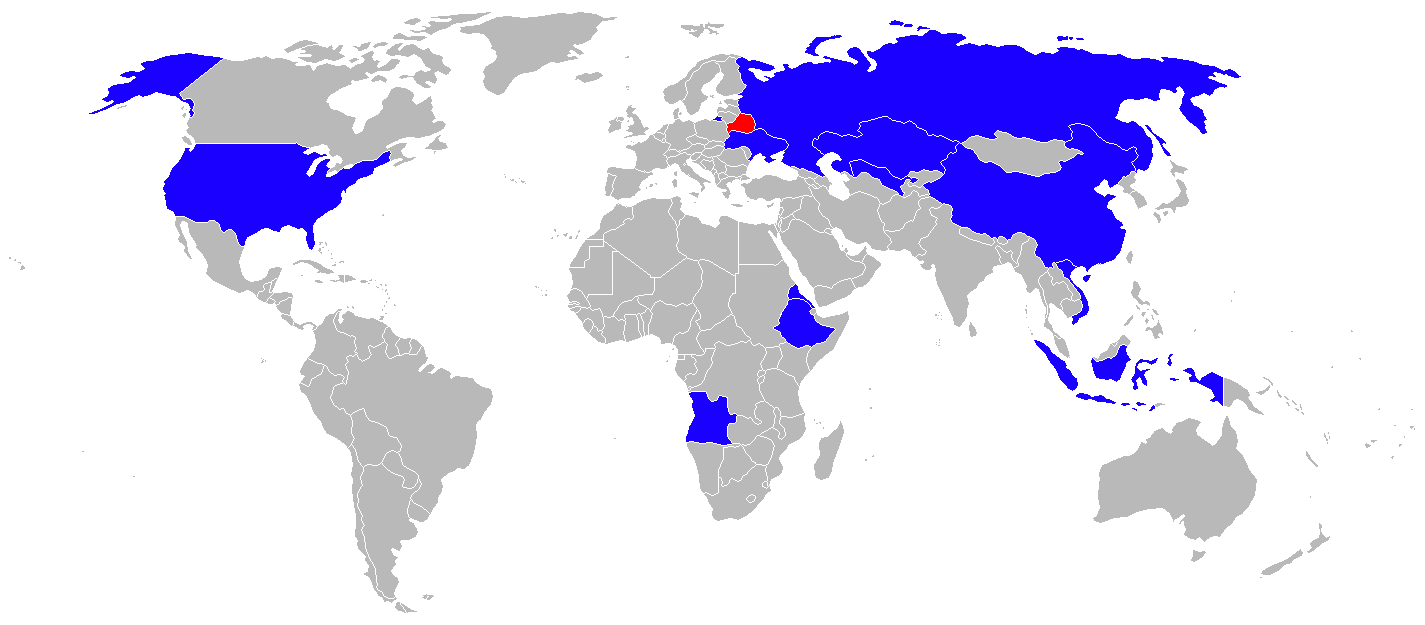
Uživatelé Su-27
Současní
Bývalí

### Současní

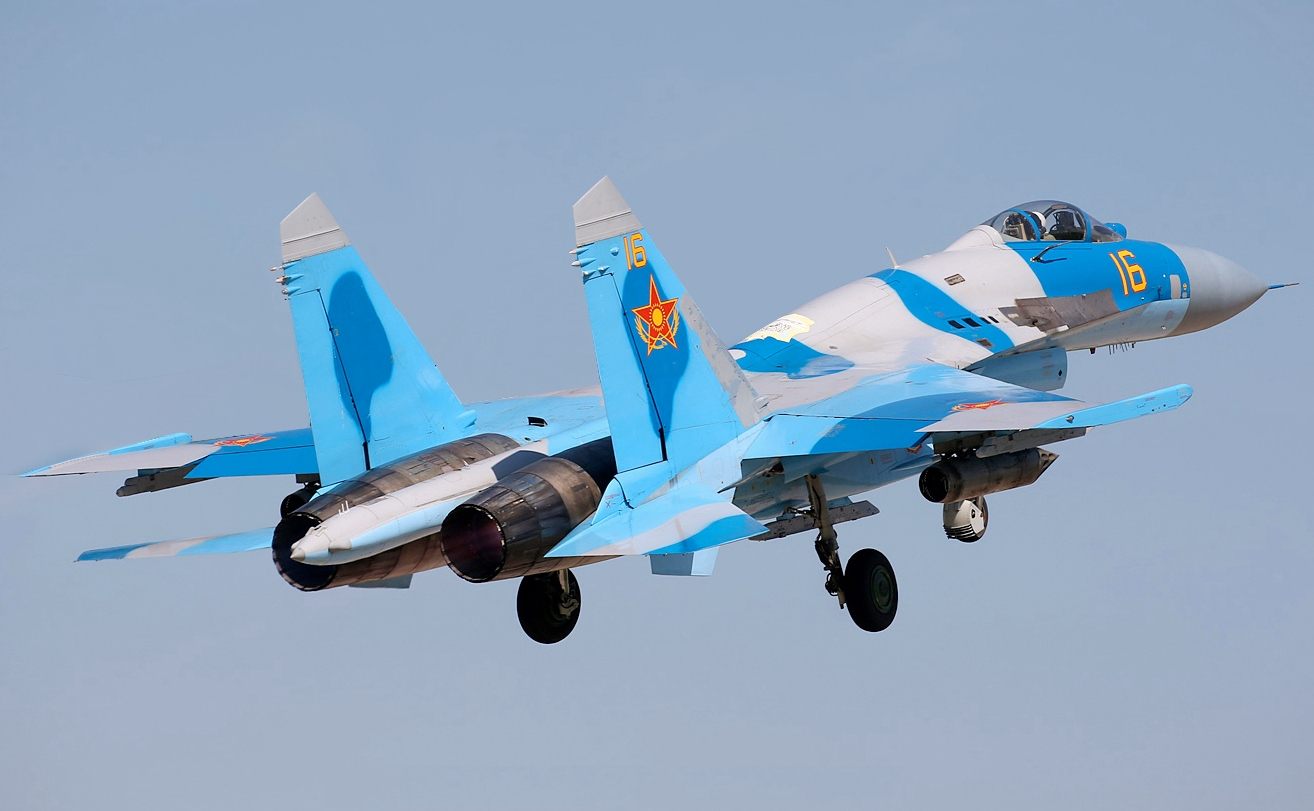
Vzlétající Su-27 kazašského letectva

Angola
Angolské letectvo – Sedm Su-27 v provozu k lednu 2013. Tři byly zakoupeny z Běloruska v roce 1998. Celkem jich bylo přijato osm. Jeden byl údajně sestřelen 19. listopadu 2000 systémem 9K34 Strela-3 během občanské války v Angole.
 Čína
Letectvo Čínské lidové osvobozenecké armády (PLAAF) – 78 Su-27 dodáno v letech 1990 až 2010. 32 Su-27UBK je v provozu k roku 2022.
 Eritrea
Eritrejské letectvo objednalo 2 během Eritrejsko-etiopské války.
 Etiopie
Etiopské letectvo – až 17 Su-27S, Su-27P, Su-27UB pocházejí z druhé ruky z Ruska ve dvou různých sériích: 9 od roku 1998 a 8 od roku 2002. Některé v průběhu let havarovaly.
 Indonésie
Indonéské letectvo (TNI - AU nebo Tentara Nasional Indonesia - Angkatan Udara) – původně byly objednány dva Su-27SK a tři stíhačky Su-27SKM. V roce 2017 Indonésie modernizovala své 2 Su-27SK na standard SKM, pět Su-27SKM ve službě.
 Kazachstán
Kazašské letectvo – 20 Su-27/Su-27BM2, 3 Su-27UB/UBM2
 Rusko
Vzdušně-kosmické síly Ruské federace – 101 Su-27 ve službě k roku 2021.K lednu 2014 bylo ve službě 359 letounů Su-27, včetně 225 Su-27, 70 Su-27SM, 12 Su-27SM3 a 52 Su-27UB.
 Podle World Air Forces bylo v roce 2024 v provozu méně než 403 Su-27. Program modernizace začal v roce 2004. Polovina flotily Su-27 byla údajně  modernizována v roce 2012. Ruské vzdušné síly přijímaly letadla modernizovaná na standard SM3 od roku 2018.
- 3. gardový stíhací letecký pluk, 4. armáda letectva a protivzdušné obrany
- 159. gardový stíhací letecký pluk, 6. armáda letectva a protivzdušné obrany

Ruské námořní letectvo – 53 Su-27 ve službě k lednu 2014
 Ukrajina
Ukrajinské letectvo – 70 Su-27 v inventáři. 34 Su-27 ve službě od března 2019.
 USA
Dva Su-27 byly dodány do USA v roce 1995 z Běloruska. Dva další koupila od Ukrajiny v roce 2009 soukromá společnost Pride Aircraft, aby je použila k výcviku amerických pilotů. Byly spatřeny, jak operují nad Oblastí 51 pro účely hodnocení a výcviku.
 Uzbekistán
Uzbecké letectvo – 34 Su-27 ve službě k lednu 2013
 Vietnam
Letectvo Vietnamské lidové osvobozenecké armády – 9 Su-27SK a 3 Su-27UBK ve službě k lednu 2013

### Dřívější
Bělorusko
Běloruské letectvo zdědilo 23-28 Su-27 od bývalého 61. stíhacího leteckého pluku Sovětského svazu. K prosinci 2010 jich bylo ve službě22. Devět Su-27 bylo prodáno do Angoly v roce 1998. Bělorusko před vyřazením v prosinci 2012 provozovalo 17 Su-27P a 4 Su-27UBM1.
 Sovětský svaz
Sovětské letectvo a Vojska protivzdušné obrany. Přešly na různé nástupnické země v roce 1991.

## Specifikace (Su-27S)

### Technické údaje
- Posádka: 1
- Délka: 21,94 m
- Rozpětí: 14,70 m
- Výška: 5,93 m
- Rozchod podvozku: 4,34 m
- Nosná plocha: 62,4 m²
- Maximální zatížení křídla: 456,2 kg/m²
- Hmotnost prázdného letounu: 16 380 kg
- Maximální vzletová hmotnost: 30 000 kg
- Maximální hmotnost bojového nákladu: 8 000 kg
- Běžná hmotnost bojového nákladu: 4 000 kg
- Pohonná jednotka: 2× dvouproudový motor Saturn/Ljulka AL-31F s přídavným spalováním, každý o tahu 75,22 kN (122,6 kN s přídavným spalováním)
- Zásoba paliva: 3 770 kg
- Zásoba paliva (maximální): 9 400 l (vnitřní nádrže) + 2 600 l (přídavné nádrže)

### Výkony
- Maximální rychlost: 2 500 km/h (2,35 M)
- Dolet: 3 530 km v letové hladině, 1 340 km na úrovni hladiny moře
- Dostup: 18 500 m
- Stoupavost: 300 m/s
- Plošné zatížení: 371 kg/m²
- Tah / hmotnost: 1,07

### Výzbroj
- 1× kanón GŠ-30-1 ráže 30 mm se 150 náboji
- 6 000 kg výzbroje na deseti závěsníkách pro široké spektrum řízených i neřízených raket R-27, R-77, R-73 nebo R-60 a pum KAB-500KR, Ch-23, Ch-25, Ch-58, Ch-25MP, Ch-59, Ch-29 nebo Ch-31